# Kitty Kat
"Kitty Kat" är en låt av den amerikanska R&B-sångerskan Beyoncé Knowles från hennes fjärde studioalbum, B'Day (2006). Den komponerades av Knowles, Pharrell Williams, Miriam Makeba, Shawn Carter och Chad Hugo. "Kitty Kat" är en R&B-låt i midtempo vars text detaljerar en situation där en kvinna känner att hennes man har underskattat henne. Låten mottogs väl av musikkritiker, som ansåg att den var en förförisk låt tack vare dess "I'm not feelin[g] it"-vibb. Dock ansåg vissa kritiker att produktionen inte levde upp till de andra låtarna på B'Day.
"Kitty Kat" släpptes aldrig som en officiell singel, men spelades på R&B-radiostationer och lyckades därmed gå in på den amerikanska Hot R&B/Hip-Hop Songs-listan på plats sextiosex. Musikvideon regisserades av Melina Matsoukas och Knowles för B'Day Anthology Video Album (2007). Videon är bara en minut lång och tjänar som en introduktion för videon till "Green Light". I "Kitty Kat"-videon visar Knowles kattlika ögon med smink och kläder med leopardmönster. I vissa delar av videon rider hon på en överdimensionerad katt.

## Komposition
"Kitty Kat" utformades på Sony Music Studios i New York och Record Plant Studios i Los Angeles. Den skrevs av Knowles, Pharrell Williams, Miriam Makeba och Shawn Carter. Produktionen gjordes av duon The Neptunes, som består av Williams och Chad Hugo. The Neptunes producerade även låten "Green Light". Jason Goldstein mixade "Kitty Kat" med assistans från Steve Tolle. I en intervju med MTV sa Knowles att "[Kitty Kat] är [en] väldigt sexig [låt], [som] pratar om en man som är ute med sina vänner hela natten och man är lämnad hemma. Och man säger 'Inget mer av det är. Det är dags att gå.'"

### Musik och text
Enligt notblad publicerade på Musicnotes.com av EMI Music Publishing, är "Kitty Kat" en "smidig" R&B-låt i fyrtakt. Den nästan fyra minuter långa låten komponerades i tonarten D-dur. Låten innehar en måttligt långsam sväng på 78 taktslag per minut. Knowles sång sträcker sig från noten G♯3 till C♯5. Spence D från IGN Music noterade att beaten är downtempo, vilket går i kontrast mot tidigare verk av The Neptunes, som ofta gynnar förstärkare av electroclash. Jim DeRogatis från Chicago Sun-Times tyckte att den var lik ballader av Whitney Houston, medan Andy Kellman från Allmusic påpekade att den kunde ha kommit från någon av Kelis första tre album.
I låten tycker den kvinnliga huvudpersonen att dennas kärleksintresse har underskattat henne. Detta demonstreras i introt, där Knowles sjunger: "You know I hate sleepin[g] alone, but you said that you will soon be home. But baby, that was a long time ago." Senare i låten börjar hon undra: "What about my body, body? / You don’t want my body, body." Sal Cinquemani från Slant Magazone skrev att den kvinnliga huvudpersonen "packar bokstavligen upp sin pussy" och lämnar mannen som inte längre tycks vara intresserad av henne. Detta visas i refrängen, där Knowles sjunger: "Let's go, little kitty kat / I think it's time to go / He don't want you anymore." Eb Haynes från AllHipHop sade att låten varnar alla rastlösa pojkar att de också blir rastlösa.

## Mottagande

### Kritiskt mottagande

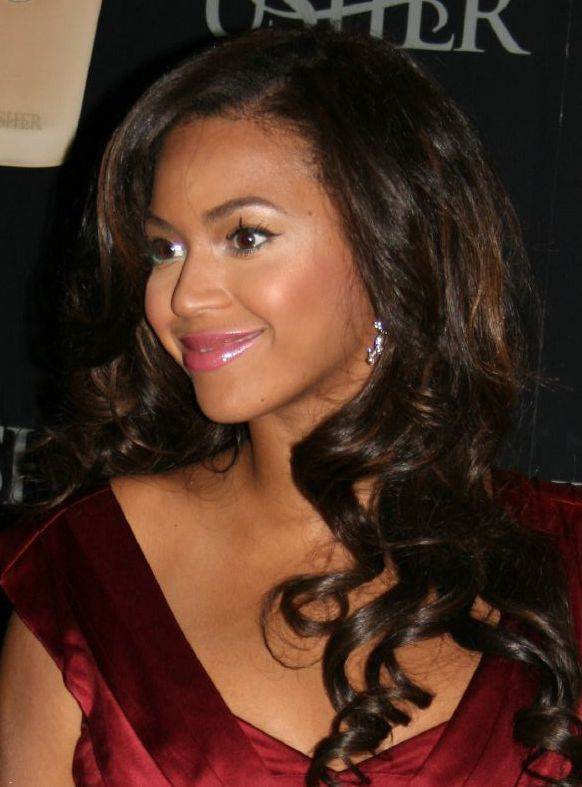
"Kitty Kat" mottogs väl av kritiker, men vissa tyckte inte att produktionen räckte till.

Eb Haynes från AllHipHop beskrev "Kitty Kat" som en förförisk låt. Norman Mayers från Prefix Magazine skrev att B'Day är full av höjdpunkter som "Rich Harrison-producerade 'Freakum Dress' och Neptunes-styrda 'Kitty Kat'." Spence D från IGN Music valde "Kitty Kat" som en av de fyra bästa låtarna på albumet och noterade att låten saktar ner saker, vilket möjliggör Knowles "kristallklara sångröst att ta lite stillestånd och avstå från ett drömskt, krämigt ljud som är lekfullt sinnligt." Andy Kellman från Allmusic beskrev "Kitty Kat" som "ett bedrägligt sött, regnbågsfärgat spår". Sal Cinquemani från Slant Magazine noterade att "Kitty Kat" var "det enda midtempo-breaket" till slutet av albumet. Thomas Inskeep från Stylus Magazine kommenterade att "Kitty Kat" verkar vara en typisk låt av The Neptunes. Inskeep komplimenterade "R&B-keyboarden som fungerar bra med låtens "I'm not feelin[g] it"-vibb.
Phil Harrison från Time Out skrev att "Kitty Kat" känns "något intetsägande trots sitt söta, ilska klimax." Mike Joseph från Popmatters var mycket mindre imponerad och gav låten en negativ recension: "Den trista 'Kitty Kat' är ett slöseri med fyra minuter av min tid. Pharrell Williams, som producerade den här låten, måste veta att hans glansdagar är två år bakom sig om inte mer." Dave de Sylvi från Sputnikmusic hade en liknande åsikt om låten, och skrev: "Pharrells andra bidrag till albumet är den tyvärr alldagliga "Kitty Kat", en långsammare låt som ger ytterligare tilltro till uppfattningen att han inte kan klara det utanför sin komfortzon."

### Listframgångar
"Kitty Kat" släpptes aldrig som singel, men debuterade som nummer sextionio på den amerikanska Hot R&B/Hip-Hop Songs-listan den 5 maj 2007. Nästa vecka steg den till nummer sextiosex, som blev dess högsta placering. Låten tillbringade sammanlagt åtta veckor på listan.

## Musikvideo
Musikvideon för "Kitty Kat" regisserades av Melina Matsoukas och Knowles för videoreleasen B'Day Anthology Video Album, som släpptes samma månad. Den var den första av de åtta videorna att spelas in under två veckor. Musikvideon för "Kitty Kat" är bara en minut lång och tjänar som en introduktion till musikvideon för "Green Light". "Kitty Kat"-videon spelades in under en halv dag och Matsoukas sade att inspelningen "var en bris." Knowles talade om videons koncept:
| ” | Vi hade den alltför stora kissemissen [i videon], som var så söt! Jag var tvungen att låtsas att den var där, för jag var egentligen framför en greenscreen. Jag skulle vara på en stor jätteträko som de överlagrade med en kattunge. Och vi använde leopardmönstrat smink och catsuit och naglar för att göra mig mer som en katt. Jag är verkligen en kattmänniska... | „ |

Matsoukas sade att det var svårt att få katterna att samarbeta. Hon sade till MTV att "De var definitivt de största divorna av alla. De katterna var galna. Vi hade djurtränare, men man kan verkligen inte träna en katt." Matsoukas använde en plastko täckt med ett svart pälsdraperi för att skapa effekten att Knowles rider på en katt. Ursprungligen var videon menad att bli en egen musikvideo, som sett i bakom kulisserna-videon där Knowles spelar in fler scener och bär fler plagg. Videon börjar med att Knowles visar kattlika ögon med smink och kläder med leopardmönster. I vissa scener leker Knowles med en förstorad boll av rosa garn och i andra scener leker hon med en förstorad katt. Videon slutar med att Knowles går iväg med katten och direkt efter det börjar videon för "Green Light".

## Medverkande
Medverkande är hämtade från B'Day-häftet.
- Sång: Beyoncé Knowles
- Text: Beyoncé Knowles, Shawn Carter, Pharrell Williams, Makeba
- Produktion: Pharrell Williams, Chad Hugo, Beyoncé Knowles
- Inspelning: Jim Caruana, Geoff Rice (Sony Music Studios, New York), assisterad av Rob Kinelski och Andrew Coleman (The Record Plant Studios, Los Angeles)
- Mix: Jason Goldstein (Sony Music Studios, New York), assisterad av Steve Tolle